# ليو د. مالوني
ليو د. مالوني (بالإنجليزية: Leo D. Maloney)‏ هو منتج أفلام وكاتب سيناريو ومخرج وممثل أمريكي، ولد في 4 يناير 1888 في سانتا روسا في الولايات المتحدة، وتوفي في 2 نوفمبر 1929 في نيويورك في الولايات المتحدة بسبب سكتة.

## وصلات خارجية
- ليو د. مالوني على موقع IMDb (الإنجليزية)
- ليو د. مالوني على موقع أول موفي (الإنجليزية)
- ليو د. مالوني على موقع قاعدة بيانات الأفلام السويدية (السويدية)
- ليو د. مالوني على موقع قاعدة بيانات الفيلم (الإنجليزية)
- ليو د. مالوني على موقع كينوبويسك (الروسية)